# Lady Lake (Florida)
Lady Lake is een plaats (town) in de Amerikaanse staat Florida, en valt bestuurlijk gezien onder Lake County.

## Demografie
Bij de volkstelling in 2000 werd het aantal inwoners vastgesteld op 11.828.
In 2006 is het aantal inwoners door het United States Census Bureau geschat op 13.584, een stijging van 1756 (14.8%).

## Geografie
Volgens het United States Census Bureau beslaat de plaats een oppervlakte van
17,4 km², waarvan 17,1 km² land en 0,3 km² water. Lady Lake ligt op ongeveer 29 m boven zeeniveau.

## Plaatsen in de nabije omgeving
De onderstaande figuur toont nabijgelegen plaatsen in een straal van 24 km rond Lady Lake.